# Sköna juveler (1951)
Sköna juveler, amerikansk film från 1951 baserad på Frederick Lonsdales pjäs The Last of Mrs. Cheyney.
Filmen hade premiär i USA den 15 augusti 1951 och i Sverige den 18 februari 1952, den är tillåten från 15 år.

## Rollista (urval)
- Greer Garson - Jane Hoskins
- Michael Wilding - Nigel Duxbury/Lord Henry Minden
- Fernando Lamas - Juan Dinas
- Marjorie Main - Julia Wortin